# Tauriphila argo
Tauriphila argo är en trollsländeart som först beskrevs av Hagen 1869.  Tauriphila argo ingår i släktet Tauriphila och familjen segeltrollsländor. Inga underarter finns listade i Catalogue of Life.